# 1948 au Québec
Cet article traite des événements survenus en 1948 au Québec. 

## Événements

### Janvier
- 14 janvier : début de la quatrième session de la 22e législature. Le premier ministre Maurice Duplessis annonce des subventions pour le crédit agricole, le drainage des terres et la construction d'une dizaine de ponts[1].
- 14 janvier : une collision entre deux trains près de Parent fait 9 morts et 5 blessés[2].
- 21 janvier : le fleurdelisé devient le drapeau officiel du Québec[3].

### Février
- 4 février : le discours du budget d'Onésime Gagnon annonce des dépenses de 142 millions de dollars pour l'année 1948-1949[4].
- 16 février : soupçonnés d'être de tendance communistes, les bureaux du Parti ouvrier progressiste et du journal Combat, sont fermés. Ils tombent sous la fameuse loi du cadenas adoptée en 1937[5].
- 25 février : Maurice Duplessis met sous la garde du gouvernement du Québec les trésors polonais, confiés aux Hospitalières de Québec en 1939 lors de l'invasion allemande pour ne pas qu'ils tombent aux mains des Nazis. Le premier ministre refuse de les redonner à la Pologne sous prétexte que son gouvernement est devenu communiste. Il faudra attendre l'élection de Jean Lesage en 1960 pour que la Pologne puisse retrouver ses trésors[6].

### Mars
- 11 mars : Terre-Neuve annonce un plébiscite sur l'entrée de cette province dans le Canada[7].
- 23 mars : Maurice Duplessis parle de créer une école de police au Québec[8].

### Avril
- 1er avril : fin de la session parlementaire[1].

### Juin
- 3 juin : le plébiscite terre-neuvien dit non à l'entrée de cette province dans le Canada mais par une très mince majorité. Un second plébiscite est aussitôt annoncé[9].
- 4 juin : un incendie détruit 45 maisons à Saint-Victor de Beauce[10].
- 9 juin : Maurice Duplessis annonce des élections générales pour le 28 juillet[1].

### Juillet
- 8 juillet : le maire de Montréal, Camillien Houde, annonce son appui à l'Union nationale[11].
- 15 juillet : Louis St-Laurent, principal lieutenant de Mackenzie King au Québec et candidat déclaré à sa succession, prend ouvertement parti pour Adélard Godbout et le PLQ[12].
- 22 juillet : le second plébiscite terre-neuvien donne 52 % des voix en faveur de l'entrée de Terre-Neuve dans la Confédération[13].
- 28 juillet : l'Union nationale de Maurice Duplessis remporte haut la main l'élection générale avec 82 députés élus contre seulement 8 pour les libéraux. Le chef libéral Adélard Godbout perd son siège de L'Islet. René Chaloult, candidat indépendant, est vainqueur dans le comté de Québec. Jean-Jacques Bertrand, Antoine Rivard et Yves Prévost sont les nouveaux députés de Missisquoi, Montmagny et Rivière-du-Loup[14].

### Août
- 7 août : Louis St-Laurent est élu chef du Parti libéral du Canada[15].
- 9 août : une dizaine d'artistes signent le Manifeste du Refus Global, rédigé par Paul-Émile Borduas et réclamant plus de libertés pour les arts et la culture au Québec. Le Manifeste est critiqué par les autorités politiques et religieuses ainsi que par les médias, et Borduas perd son poste de professeur à l'École du meuble de Montréal[16].

### Septembre
- 10 septembre : les provinces acceptent le programme fédéral de subventions en santé. Ottawa ne cache pas qu'il vise à long terme l'établissement d'un système complet d'assurance-santé à travers le Canada[17].
- 15 septembre : l'Université Laval dévoile les plans d'une future cité universitaire à Sainte-Foy[18].

### Octobre
- 3 octobre : George Drew devient chef du Parti progressiste-conservateur du Canada[19].
- 15 octobre : publication du roman Les Plouffe de Roger Lemelin[20].

### Novembre
- 4 novembre : le PLQ annonce que George Marler agira comme chef de l'opposition officielle lors de la prochaine session[21].
- 15 novembre : Louis St-Laurent devient officiellement premier ministre du Canada[22].
- 30 novembre : Yvette Brind'Amour et Mercedes Palomino fondent le Théâtre du Rideau Vert à Montréal[23].

### Décembre
- 7 décembre : l'Union nationale remporte sans opposition l'élection partielle de Brome, le PLQ n'y ayant pas présenté de candidat[24].
- 15 décembre : à la suite de la mort de Jonathan Robinson, Charles Daniel French le remplace au ministère des Mines. Antoine Rivard devient ministre d'État[25].

## Naissances
- Chantal Belhumeur (danseuse) († 10 janvier 2019)
- Jean-Robert Sansfaçon (journaliste et écrivain) († 30 décembre 2022)
- Pierre Beaulieu (journaliste et chef de pupître) († décembre 2023)
- Raymond Boulanger (pilote de brousse, trafiquant de drogues) ((† 19 mars 2024)
- Serge Cabana (communicateur, essayiste et formateur) († 26 avril 2024)
- Yves Martin (producteur de disques) († 4 septembre 1980)

- 9 janvier - Michel Pagliaro (chanteur)
- 13 janvier - Françoise David (militante féministe et co-chef de Québec solidaire)
- 20 janvier - Georges Hamel (chanteur country) († 26 février 2014)
- 25 janvier - Claude Mailhot (animateur de la télévision)
- 2 février - François Lacombe (joueur de hockey)
- 17 février - Jacques Daoust (homme politique) († 3 août 2017)
- 20 février - Pierre Bouchard (joueur de hockey)
- 21 février - Michel Lamothe (musicien) († 25 mars 2019)
- 14 février - Jean-François Doré (journaliste) († 7 mai 2016)
- 24 février - Jacques Salvail (chanteur)
- 14 mars - Pierre Granche (sculpteur) († 30 septembre 1997)
- 16 mars - Richard Desjardins (chanteur et auteur-compositeur)
- 18 mars - Guy Lapointe (joueur et entraineur de hockey)
- 23 mars - Marie Malavoy (femme politique)
- 2 avril - Marie Eykel (actrice)
- 3 avril - Arlette Cousture (écrivaine)
- 4 avril - Diane Guérin (chanteuse et comédienne)  († 18 septembre 2022)
- 12 avril - Pier Béland (chanteuse) († 16 avril 2013)
- 13 avril - Robert Toupin (acteur)
- 14 avril
  - Francine Ruel (actrice et écrivaine)
  - Claude Vivier (compositeur) († 7 mars 1983)
- 16 avril - Christiane Gagnon (femme politique)
- 21 avril - Gilles Devault (poète, dramaturge et peintre) († 6 octobre 2024)
- 23 avril - Serge Thériault (acteur)
- 2 mai - Paul-Hubert Poirier (historien et professeur) († 15 mai 2024)
- 26 mai - Dayle Haddon (mannequin et actrice)  († 27 décembre 2024)
- 21 juin - Normand Chouinard (acteur et metteur en scène)
- 30 avril - Pierre Pagé  (entraineur de hockey)
- 3 août - Pierre Lacroix (agent de joueur et directeur général de hockey)  († 13 décembre 2020)
- 5 août - Carole Laure (actrice)
- 16 août - Pierre Reid (homme politique)  († 14 novembre 2021)
- 9 septembre - Lucien Francoeur (chanteur) († 5 novembre 2024)
- 25 octobre - Rey Comeau (joueur de hockey)
- 28 octobre - Jude Drouin (joueur de hockey)
- 1er novembre - Phil Myre (joueur de hockey)
- 16 novembre - David Forbes (joueur de hockey) († 25 mars 2024)
- 22 novembre - Madeleine Meilleur (femme politique)
- 25 novembre - Dominique Lajeunesse (animatrice)
- 29 novembre - Jean Tremblay (maire de Saguenay)
- 6 décembre - Louise Cotnoir (poète, dramaturge et nouvelliste)  († 2 décembre 2024)
- 10 décembre - Claudette Dion (chanteuse)
- 30 décembre - Pierre Blais (homme politique)
- 31 décembre - René Robert (joueur de hockey) († 22 juin 2021)

## Décès
- 1er février - Octavia Ritchie (première femme à recevoir un diplôme en médecine au Québec) (º 16 janvier 1868).
- 20 mai - George Beurling (aviateur) (º 6 décembre 1921)
- 10 juin - Henry Lemaître Auger (hommes d'affaires et homme politique) (º 2 mai 1873)
- 13 juin - Joseph-Édouard Perrault (homme politique) (º 30 juillet 1874)
- 18 septembre - Ludger Bastien (commerçant et homme politique) (º 18 octobre 1879)
- 11 octobre - Jonathan Robinson (homme politique) (º 18 novembre 1894)
- 20 décembre - Philippe-Auguste Choquette (homme de loi) (º 7 janvier 1854)
- 22 décembre - Pierre Bertrand (homme politique) (º 24 décembre 1875)

### Articles généraux
- Chronologie de l'histoire du Québec (1931 à 1959)
- L'année 1948 dans le monde
- 1948 au Canada

### Articles sur l'année 1948 au Québec
- Élection générale québécoise de 1948